# 이블데드 본리스
《이블데드 본리스》(Bornless Ones)는 미국에서 제작된 알렉산더 바바에프 감독의 2017년 공포 영화이다. 마이클 존스턴 등이 주연으로 출연하였다. 이 영화는 2017년 2월 10일에 개봉되었다.

## 출연

### 주연
- 마이클 존스턴

### 조연
- 그웬 홀로웨이
- 닉 사소
- 롭 테퍼
- 그렉 트라비스
- 데이비드 뱅크스
- 빅토리아 클레어